# Páramo de Santurbán
Páramo de Santurbán är ett högland i Colombia. Det ligger i den norra delen av landet, 300 km norr om huvudstaden Bogotá.